# Bevere

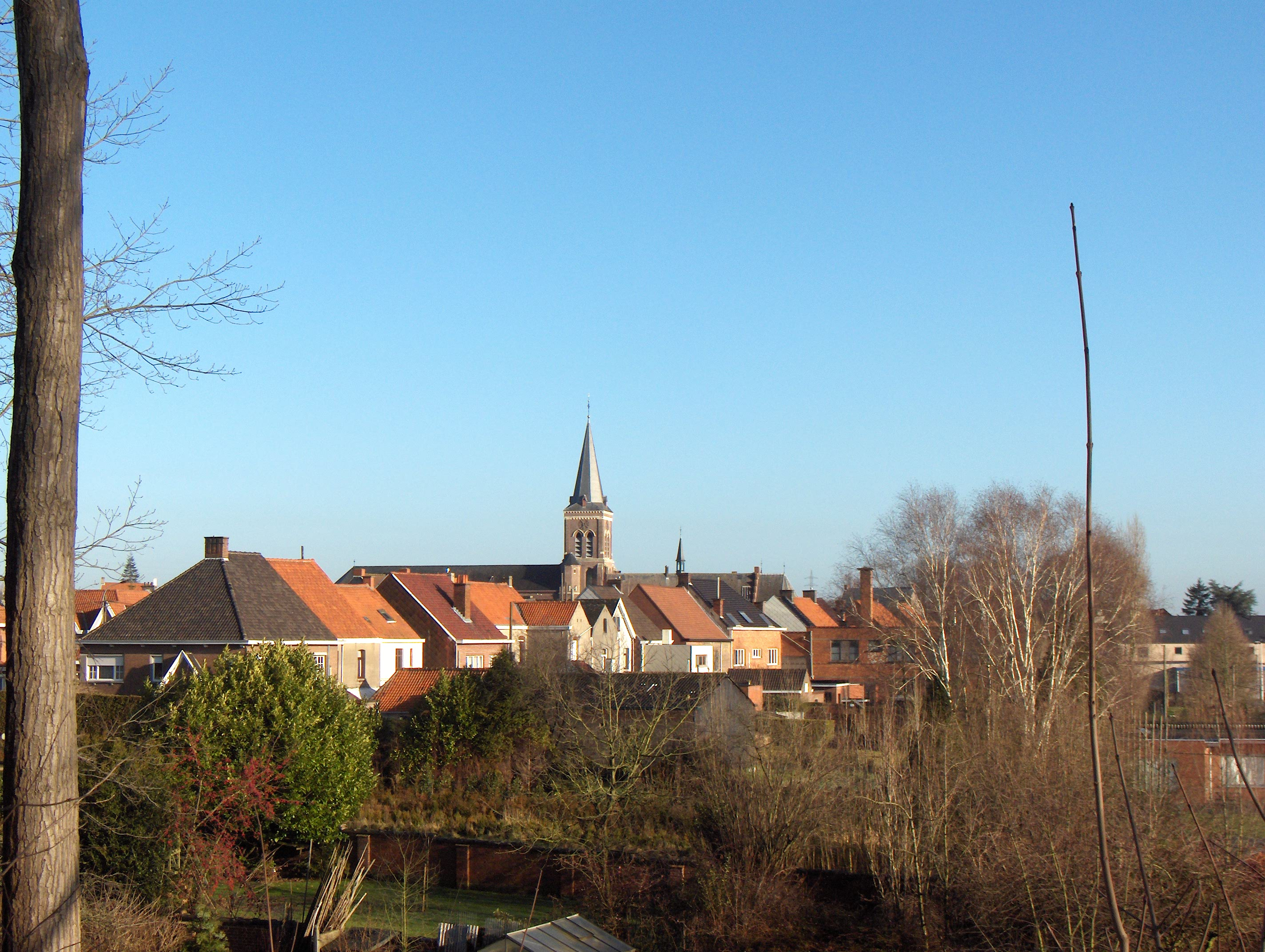
Bevere (2008)

Bevere ist ein Stadtteil der belgischen Stadt Oudenaarde in der belgischen Provinz Ostflandern, südlich von Gent.